# Bodyfarm
Bodyfarm ist eine niederländische Death-Metal-Band aus Amersfoort, die im Jahr 2009 gegründet wurde.

## Geschichte
Die Band wurde im Spätsommer 2009 von dem Schlagzeuger Quint Meerbeek und dem Sänger und Gitarristen Thomas Wouters gegründet. Im Jahr erschien eine erste selbstbetitelte EP. Zur Single Slaves of War wurde außerdem ein Musikvideo erstellt. Nachdem der Gitarrist Bram Hilhorst und der Bassist Mathieu Westerveld zur Band gekommen waren, erschien im Jahr 2012 das Debütalbum Malevolence über Cyclone Empire. Auf dem Album ist mit Cryptic Realms ein Massacre-Cover enthalten, wobei Kam Lee als Gastsänger zu hören ist. Im September 2013 erschien bei demselben Label das zweite Album The Coming Scourge. Hierauf sind als Gastmusiker der Once-Begotten-Sänger Dirk Willems und der Hail-of-Bullets-Gitarrist Stephan Gebédi zu hören. Als Cover ist auf dem Album das Bathory-Lied Enter the Eternal Fire enthalten. Das Album wurde später außerdem in den USA bei Metal Blade Records wiederveröffentlicht. Aus dem Album wurde Unbroken als Single ausgekoppelt. Danach verließ Westerveld die Band und wurde durch den Bassisten Harry van Breda ersetzt. Im Jahr 2015 wurde er wiederum durch Alex Seegers ersetzt. Bisher konnte die Band unter anderem auf dem Zombie Fest, dem Eindhoven Metal Meeting, dem Extremefest, dem Hell Inside, dem Mass Deathtruction, dem Neurotic Deathfest und dem Summer Breeze sowie zusammen mit Bands wie Asphyx, Death DTA, Hail of Bullets, Hypocrisy, Nile, Obituary und Unleashed spielen. Im November 2015 wurde das dritte Album der Band, Battle Breed, das von Ronnie Björnström produziert und abgemischt wurde, über Cyclone Empire veröffentlicht.
Im März 2019 gab der Sänger seinen Ausstieg aus der Band bekannt, den Kampf gegen seinen Gehirntumor unterlag er noch im August desselben Jahres.

## Stil
In ihrer Bandbiografie auf bodyfarmdeathmetal.com gibt die Band an, Old-School-Death-Metal zu spielen. Auf der EP habe sie versucht Riffs im Stil von Asphyx, Bolt Thrower, Dismember, Grave und Obituary zu verarbeiten. Melissa Collins von metal-temple.com befand in ihrer Rezension zu Malevolence, dass die Gruppe auf der vorherigen EP noch wenig innovativen und schlecht produzierten Old-School-Death-Metal der 1990er Jahre spielte. Dies habe sich mit dem Debütalbum geändert. Die Geschwindigkeit der Lieder sei oft hoch. Auf dem Tonträger vermische die Gruppe Old-School-Death-Metal mit eigenen Ideen. In den meisten Liedern benutze die Gruppe für Thrash Metal typisches Palm Muting sowie Doublebass. Die Lieder würden Themen wie Hass, Tod, Krieg sowie die Ablehnung von Krieg behandeln. Collins hörte Einflüsse von Bolt Thrower und Slayer heraus.
Reini von stormbringer.at merkte in seiner Rezension zu The Coming Scourge an, dass die Band instrumental nach Death Metal klinge. Der Gesang allerdings klinge mehr nach Peter Steele zu Carnivore-Zeiten. Die Lieder seien meist im mittleren Geschwindigkeitsbereich, was an Hail of Bullets und Gorefest erinnere. In Liedern wie dem Titellied hebe die Band die Geschwindigkeit allerdings auch mal deutlich an. Vortex of Terror biete viele Geschwindigkeitsvariationen, und mit Eden´s Destruction gebe es ein akustisches Stück. The Frozen Halls klinge wie eine Mischung aus Asphyx und Doom Metal. Insgesamt biete das Album vielseitigen Death Metal.
Auch Diana Glöckner vom Metal Hammer bezeichnete die Musik auf Malevolence als Old-School-Death-Metal. Nach einem atmosphärischen Klavier-Intro, folge Death Metal, der „schwer und wuchtig ins Stammhirn“ groove. Der Gesang werde sehr tief gegrowlt, sei jedoch verständlich. In einer späteren Ausgabe stellte Glöckner fest, dass die Gruppe auf The Coming Scourge das Niveau des Vorgängers nicht halten kann, jedoch überzeugenden Death Metal biete. Der Death Metal sei weiterhin klassisch und eingängig, wobei häufige Tempowechsel charakteristisch seien.

## Diskografie
- 2010: Bodyfarm (EP, Eigenveröffentlichung)
- 2012: Malevolence (Album, Cyclone Empire)
- 2013: The Coming Scourge (Album, Cyclone Empire)
- 2015: Battle Breed (Album, Cyclone Empire)
- 2019: Dreadlord (Album, No Dust Records)